# برج افغان (یزد)
برج افغان (به گویش محلی: برج اُوغون) برجی منفرد واقع در محله سرچم در شمال شهر یزد بود که حد فاصل سال‌های ۱۳۵۰ تا ۱۳۵۴ به طور کامل تخریب گردید.

## دوره ساخت و نامگذاری
قدمت برج افغان به طور دقیق مشخص نیست. اما از نامگذاری برج احتمال می‌رود که به دوره تصرف یزد توسط افغان‌ها منصوب باشد.

## مشخصات بنا
این برج بر روی پشته‌ای خاک به ارتفاع ۵ متر بنا شده بود. ساختمان برج خشتی بوده و دو طبقه داشت. قطر داخلی برج ۱۰ متر و کلفتی پی آن ۲ متر بوده است. نقوش ظریف و خوش طرح بر قسمتهای فوقانی دیوار برج وجود داشته است.